# Щекотилин, Геннадий Анатольевич
Геннадий Анатольевич Щекотилин (укр. Геннадій Анатолійович Щекотилін; род. 28 июля 1974, Одесса, Украинская ССР) — украинский футболист, полузащитник.

## Игровая карьера
Футболом начал заниматься в одесской ДЮСШ-6. Первый тренер — Томаз Элисашвили. Продолжил обучение в СДЮСШОР «Черноморец» (Тренер — Олег Галицкий). В 17 лет Геннадий был зачислен в дублирующий состав «Черноморца» который возглавлял Виталий Менделевич Фейдман (Сиднев). Успел сыграть в последнем чемпионате СССР 1991 года, когда дублеры заняли 6 место в турнирной таблице. После распада СССР и организации чемпионата Украины Щекотилин долгое время играл в во второй команде одесситов — «Черноморец-2». В этой команде Геннадий провёл 113 матчей — больше любого другого игрока. В футболке первой команды в этот период Щекотилин вышел лишь однажды — в матче Кубка Украины против «Медиты» из Шахтёрска (2:2).
Когда стало ясно, что коллектив «Черноморец-2» подлежит расформированию, Щекотилин перешёл в команду первой лиги «Нефтехимик» из Кременчуга. Во время выступлений за этот клуб Геннадий вызывался в университетскую сборную Украины для участия в Универсиаде 1995 в Янонии (4-е место).
Проведя в «Нефтехимике» около года, Щекотилин вернулся в Одессу в недавно созданную любительскую команду «Лотто». Уверенной игрой в составе любительского клуба Геннадий обратил на себя внимание тренера «Черноморца» Леонида Буряка и через несколько дней подписал контракт с «моряками». Дебют в высшей лиге состоялся 11 марта 1997 года в поединке с «Кривбассом» (0:0). Со второй попытки Щекотилину удалось стать в «Черноморце» игроком основы. Следующий сезон 1997/98 стал лучшим в карьере Геннадия Щекотилина. В 27 поединках он отличился 13 раз (на его счету хет-трик в ворота запорожского «Торпедо») и стал шестым в списке бомбардиров чемпионата. Но сам одесский клуб в этом сезоне вылетел из высшей лиги.
Результативная игра Щекотилина понравилась тренеру волгоградского «Ротора» Виктору Прокопенко. Геннадий перебирается в город на Волге, где вскоре получает серьёзную травму, реабилитацию после которой проходит в стане киевского «Динамо». Подняться после травмы до уровня и требований первой команды динамовцев Геннадий так и не сумел. За полтора сезона он провёл ряд матчей за «Динамо-2» и «Динамо-3», а затем отдавался в аренду.
Перед чемпионатом 2002/03 возвратившийся во второй раз в высшую лигу «Черноморец» выкупил у «Динамо» контракт Щекотилина. Третий приход Геннадия в стан «моряков» оказался неудачным. Семён Альтман, который пришёл спасать команду от вылета по ходу сезона, сделал ставку на «своих» игроков, в число которых Геннадий не попадал. В итоге он был отправлен в МФК «Николаев», который был в то время фарм-клубом одесситов.
Проведя несколько матчей за «Закарпатье» и «Александрию», Щекотилин в 2005 году вновь возвращается в Николаев. «Вылетевший» из первой лиги клуб уже в следующем сезоне Геннадий вместе с партнёрами возвращают обратно. Щекотилину удается неплохой футбольный год, во время которого его впервые за последние годы не беспокоили травмы. По окончании сезона руководство МФК «Николаев» в авральном порядке отказалось от услуг футболиста, и он в виду истечения срока дозаявок вынужден был отправиться на полгода в Литву в «Шяуляй». В Литве за несколько туров до конца чемпионата получил разрыв боковой связки, и руководство ФК «Шяуляй» решило не продолжать сотрудничество с украинцем.
Около полугода Щекотилин отходил от травмы в Одессе. Поиграл на первенство города в любительском «Иване», который тренировал Александр Голоколосов. И уже летом, когда этот тренер принял казахский клуб высшей лиги «Восток» Усть-Каменогорск, Щекотилин получает приглашение пополнить состав казахов. В Казахстане его вновь преследуют травмы, из-за чего за два сезона удалось поучаствовать всего в 5 матчах. Из-за травм возник конфликт игрока с тренером, и скандал из-за желания руководства клуба разорвать действующий контракт. В итоге 34-летний Геннадий Щекотилин решил завершить активную игровую карьеру и сосредоточиться на тренерской работе.
Первым клубом на тренерском пути Щекотилина в 2009 году стал овидиопольський «Днестр», где Геннадий Анатольевич совмещал функции тренера и начальника команды. После реформирования «Днестра» у ФК «Одесса» в 2011 году Геннадий Щекотилин остался на своей должности.

## Карьера в сборной
В 1995 году в составе студенческой сборной Украины выступал на Универсиаде 1995 в Янонии. По итогам турнира украинцы заняли 4-е место.